# 中田美香
中田 美香（なかだ みか、1973年11月15日 - ）は、ジャパンエフエムネットワーク（JFNC）所属のラジオパーソナリティ（事実上の「アナウンサー」とも言える）。神奈川県横浜市出身。

## 人物
小学生時代のうち3年間をアメリカで過ごす。神奈川大学在学中はその海外生活で身に付けた英語力を武器に、来日した海外アーティストのインタビュアーや通訳を多数経験した。卒業後の1997年にJFNCに入社し、現在に至るまで同社制作番組のDJやパーソナリティを多く務めている。フランスでのサッカーワールドカップやシドニーオリンピックでは現地レポーターとしても活躍した。2007年2月26日のWonderful Go!Go!において結婚したことを発表した。
過去に担当したワイド番組では「ナカミー」と呼ばれていた。
2020年3月に井門宗之が退社したため、現在は唯一のJFNC専属パーソナリティである。

## 過去の担当番組
- EVENING JAPAN
- ヒルサイド・アヴェニュー
- Wonderful Go!Go!
- BRAND NEW HITS!
- CO-CO MIX
- COSMO POPS BEST 10
- MORNING CUBE〜SATURDAY NETWORK〜
- Open Sesame!
- クロノス
- 鳥取銀行Presents「ありがとう」（エフエム山陰）
- PEOPLE（日曜日、5:00 - 6:00）
  - 第3週目に放送される「編集長!お時間です」をロバート・キャンベル・弘兼憲史とともに担当
- ON THE WAY ジャーナル（土曜日、5:00 - 6:00）
- 週刊サッカーリポート（JFN、放送時間は地域によって異なる）